# Martien Houtkooper
Martien Houtkooper, de son nom complet Martinus Houtkooper, né le 27 octobre 1891 à Callantsoog et mort le 16 avril 1961 à Haarlem, est un footballeur international néerlandais. Il évoluait au poste d'attaquant.

## Biographie

### En club
Martien Houtkooper est joueur du HFC Haarlem entre 1910 et 1927,.
Il remporte notamment la Coupe des Pays-Bas en 1912.

### En équipe nationale
International néerlandais, Martien Houtkooper dispute son unique match en sélection le 31 août 1919 contre la Norvège en amical (match nul 1-1),.
Il fait partie de l'équipe des Pays-Bas médaillée de bronze aux Jeux olympiques de 1912 mais il ne dispute aucun match durant le tournoi.

## Palmarès

### En club
HFC Haarlem
- Coupe des Pays-Bas :
  - Vainqueur : 1911-12.

### En sélection
Pays-Bas
- Jeux olympiques :
  -  Bronze : 1912.